# 台风容雅 (1991年)
台风容雅（英語：Typhoon Yunya，中国国家氣象中心编号：9105）是一个强烈的熱帶氣旋，也是首次有记录以来同时发生热带气旋与火山爆发两种自然现象的叠加影响。该台风在登陆菲律宾前撞上自20世纪以来第二大规模的1991年6月皮纳图博火山强烈普林尼式喷发，而此次火山爆发所产生的上升气流未能带动台风容雅的增强。与以往其他台风不同的是，台风容雅和皮纳图博火山喷发出来的火山灰叠加共同影响了菲律宾加重了当地的自然灾害。
6月11日到6月13日，位于菲律宾東薩馬省东部洋面的一个热带扰动迅速发展并生成为强热带气旋并在很短时间内加强成为台风。6月14日，台风容雅达到巅峰状态，其中心附近最大风速195每小時（121英里每小時）之后台风容雅遇到剧烈的风切变影响，台风迅速减弱。6月15日，台风容雅以台风级别登陆菲律宾吕宋岛南部地区，并在当天晚些时候穿过南中国海并转向北方减弱为热带低气压后，于6月16日擦过台湾南部海域后在第二天消散。

## 气象历史

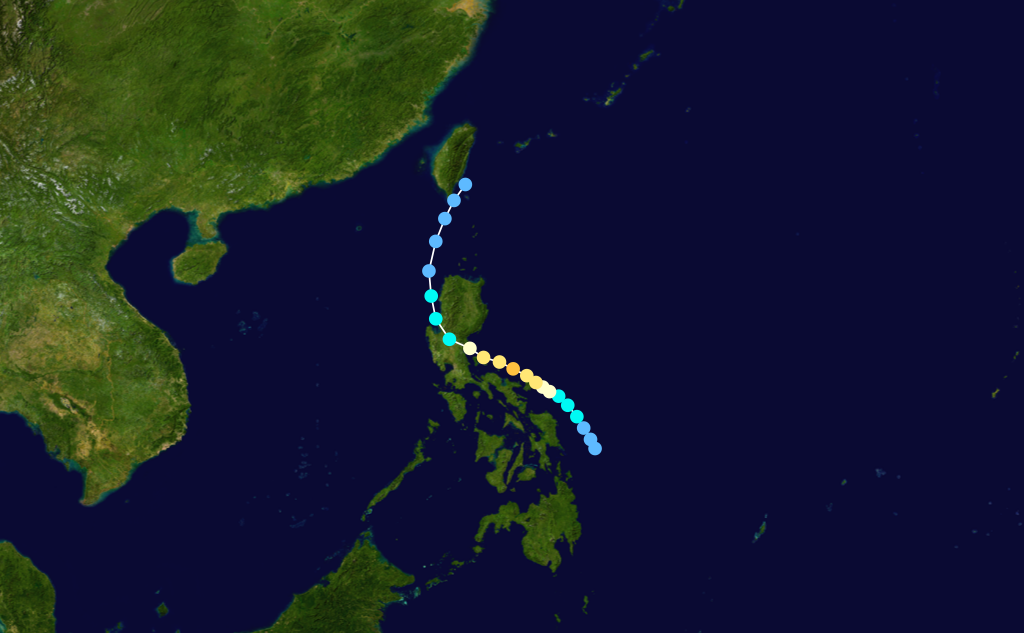
根據薩菲爾-辛普森颶風等級的強度繪製的風暴路徑圖

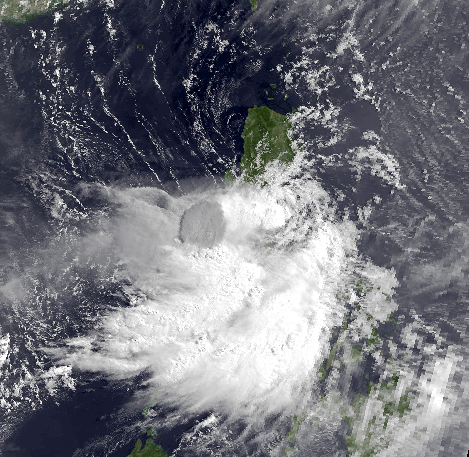
皮纳图博火山爆发时容雅登陆的情景，云图上可以隐约看到圆形灰色的火山灰质

- 1991年6月11日，受活跃的西南季风和超过28度的海洋表面温度的影响菲律宾东萨马以东洋面形成热带扰动并在继续发展，该系统位于熱帶對流層上部槽的西南部，期间该系统遭遇零星的风切变的影响后向西北方向移动并逐渐增强。[1]
- 协调世界时6月12日，日本气象厅给予该系统热带低气压标准并进行实时监测[2][註 2]，15时，美国联合台风警报中心发布热带气旋生成警报[註 3]。在这段时间内，零散的对流系统迅速发展并形成了一个规模较小的中心密集雲團區，协调世界时6月12日18时15分，美国海军Spica号直接航行于风暴中，测得989.5百帕斯卡（29.22英寸汞柱）和最大风速110 km/h（68 mph）。根据美国海军Spica号提供的测量结果，风暴大风直径为150（93英里）。
- 6月13日，美国联合台风警报中心命名该系统为台风容雅[1]，在整个6月13日，台风容雅周边地区的下沉气流使得该台风环流有着良好的外流输出。使得风暴在稍后即将到来的强化减缓之前达到台风级别。
- 6月14日，受副高壓(太平洋高壓)环流的牵引下台风容雅转向西北偏西方向移动，此时台风已达到三级萨菲尔-辛普森飓风等级的上限，其风速约为195每小時（121英里每小時）。[1]大约在同一时间，日本气象厅测出中心附近最大风力为150 km/h（93 mph），其中心最低气压为950百帕斯卡（28英寸汞柱）。[2]，台风容雅在达到巅峰的几个小时后，受到副高压的强风切变影响下，台风容雅迅速减弱。
- 协调世界时6月15日00时00分，台风容雅以实力较小的台风在菲律宾丁那湾以北地区登陆，登陆后不久即减弱为热带风暴。同日下午，台风容雅在穿越吕宋岛时，皮纳图博火山发生最强烈的喷发。受台风容雅环流的影响，大量被喷射激流带到了高空大气圈的火山灰和气体烟柱等细小颗粒或气体物质受下沉气流和饱和的水汽影响，迅速从气溶胶体聚合为凝结核并以降雨的形式落在火山地区附近，大大加剧了当地的自然灾害程度。而台风容雅本身受火山爆发的猛烈上升气流和垂直切变影响导致其环流结构改变使得高低层分离造成对流衰减并使台风中心几乎裸露从而迅速减弱。[1]15日晚，台风容雅作为威力最小的热带风暴进入南海。持续的风切变阻止了系统的再次强化。
- 风暴最终在6月16日2时，由日本气象厅降级为热带低气压并出海。在副高压减弱时风暴偏转东北偏北方向移动至台湾东南近海，台风容雅于6月16日晚些时候掠过台湾南部海域，并在第二天15时消散在西風帶。[1]

## 准备和影响

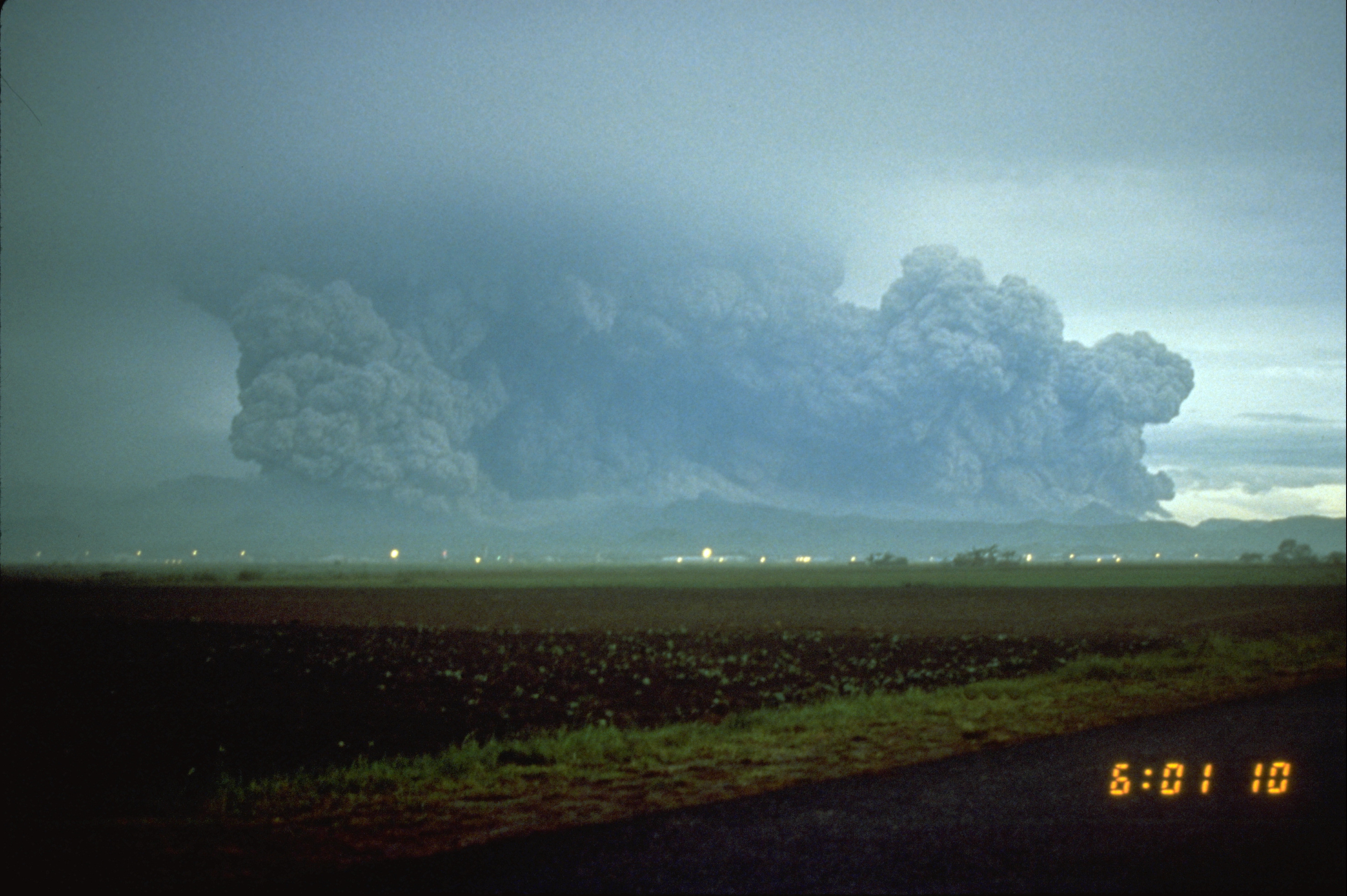
6月15日皮纳图博火山爆发，部分烟柱被容雅的云雨遮挡

6月14日，在台风容雅登陆之前，菲律宾官员在吕宋岛和马尼拉以南地区提出了风暴警告。由于皮纳图博火山此前已经爆发过一次，人们担心风暴的大雨加上火山灰，会产生大量的泥流摧毁皮纳图博半径以内40公里（25英里）的城镇。 6月14日的山体滑坡摧毁了圣达菲的桥梁，卡斯蒂列霍斯的房屋被冲走了。 到6月15日，空气中的灰烬加上台风的降雨，导致广泛的道路中断和房屋结构崩塌。火山喷发的混合物也使它看起来像是在夜间，引起了当地居民的恐慌。在一个公共汽车总站的屋顶在灰烬和雨水的重压下倒塌后，一个人在奥隆阿波市遇难。另外两人在克拉克空军基地附近的一次事故中丧生，另一人丧生于在马尼拉的次生灾害。
随着河流越过河岸，吕宋岛发生了大范围的洪水。在邦板牙省的Sacobia河沿岸，至少有170所房屋被冲走。横跨阿巴坎河的阿巴坎桥坍塌着一辆载有三人的卡车和一辆空车。有三个人失踪。民防官员证实，邦板牙省和赞巴尔省共有五座桥梁倒塌。